# Figueira do Parque Celso Daniel
A Figueira do Parque Celso Daniel foi uma árvore centenária que era tombada como patrimônio da cidade de Santo André. Como seu próprio nome indica, a árvore se localiza no Parque Celso Daniel e após ser acometida por parasitas e sofrer um processo de poda mal executado depois da morte de uma pessoa vítima da queda de uma galho, morreu e teve que ser removida.

## Características
A Figueira do Parque Celso Daniel tinha 20 metros de altura, copa de 40 metros de diâmetro e raízes com extensão de sete metros.